# Гри-гри (устройство)

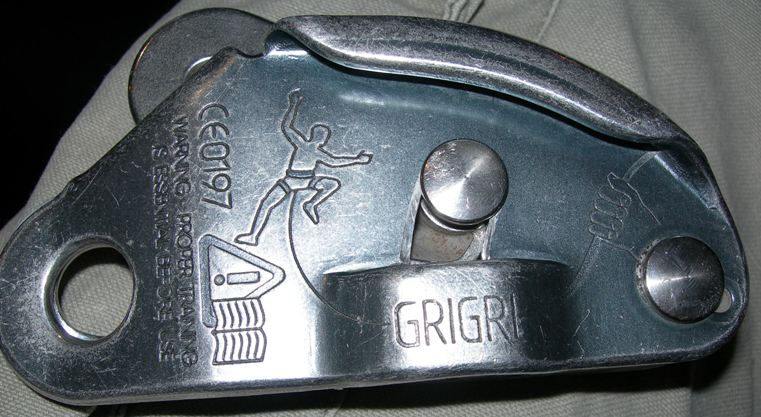
Гри-гри

Гри-гри ́ (разг. гриша) — приспособление для организации страховки. Разработано и запатентовано французской фирмой Petzl. «Гри-гри» впервые появилось на рынке в 1991 году. Производство данного изделия было налажено в городе Кроль (Crolles), Франция. Почти через 20 лет, в октябре 2010 года, был снят с производства и заменён следующей моделью — «GRIGRI2», используемой в чисто спортивном направлении канатного доступа.

## Принцип действия

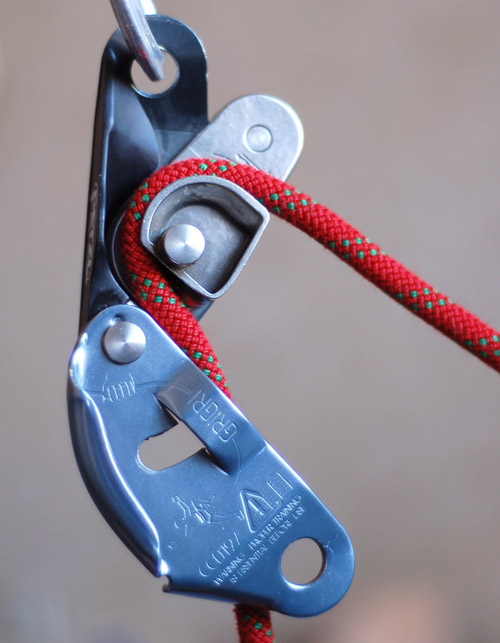
На фотографии крышка устройства открыта для наглядности. При использовании устройства для страховки или спуска крышка должна быть закрыта

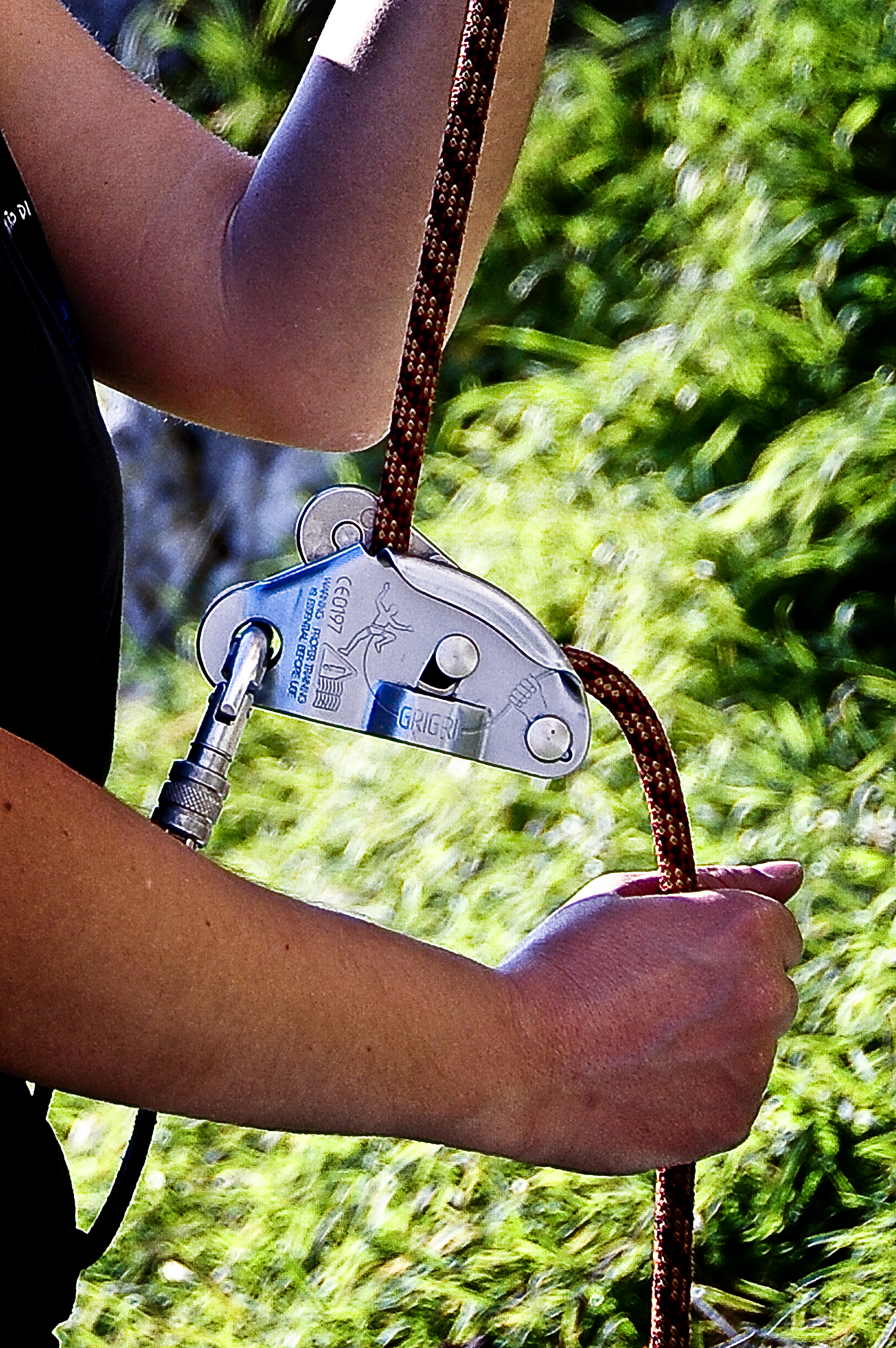
Гри-гри в рабочем положении при подъёме по верёвке.

Верёвка огибает круглый маховик с эксцентриком. Под действием нагрузки (на фото справа — нагрузка должна быть приложена к концу верёвки, уходящему вправо, на крышке есть соответствующие пиктограммы) маховик поворачивается вокруг своей оси и прижимает верёвку к корпусу устройства. При резком рывке блокировка происходит практически мгновенно, однако при плавной подаче верёвка протравливается свободно. Устройство снабжено рычагом, который соединён с маховиком. Если верёвка заблокирована в устройстве, то, потянув за рычаг, можно её разблокировать. Углом поворота рычага можно контролировать скорость протравливания верёвки через устройство.
Гри-гри имеет небольшой размер и малый вес (около 225 г) и позволяет работать с верёвками диаметром 10—11 мм.
По сравнению с другими спусковыми приспособлениями, например, с восьмёркой, обладает несколькими преимуществами — под нагрузкой устройство блокируется автоматически, не скручивает верёвку во время протравливания.
Недостаток гри-гри — при спуске на грязной верёвке возможны торможения. Невозможен спуск по двойной верёвке.